# Uittienia modesta
Uittienia modesta är en ärtväxtart som beskrevs av Cornelis Gijsbert Gerrit Jan van Steenis. Uittienia modesta ingår i släktet Uittienia och familjen ärtväxter. Inga underarter finns listade i Catalogue of Life.